# Куганакбашевский сельсовет
Куганакбашевский сельсовет — муниципальное образование в Стерлибашевском районе Башкортостана.
Административный центр — село Куганакбаш.

## История
Согласно Закону о границах, статусе и административных центрах муниципальных образований в Республике Башкортостан имеет статус сельского поселения.

## Население
| 2002 | 2009  | 2010  | 2012 | 2013 | 2014 | 2015 |
| ---- | ----- | ----- | ---- | ---- | ---- | ---- |
| 1011 | ↗1025 | ↘1005 | ↘965 | ↘956 | ↘928 | ↘888 |
| 2016 | 2017  | 2018  |      |      |      |      |
| ↘875 | ↘867  | ↘840  |      |      |      |      |

## Состав сельского поселения
| № | Населённый пункт | Тип населённого пункта       | Население |
| - | ---------------- | ---------------------------- | --------- |
| 1 | Куганакбаш       | село, административный центр | ↘835      |
| 2 | Юмагузино        | деревня                      | ↘164      |
| 3 | Новоивановка     | деревня                      | ↗6        |

## Известные уроженцы
- Ишмияров, Марат Хафизович (род. 13 сентября 1947) — генеральный директор ОАО «Газпром нефтехим Салават» (2002—2005)[15][16].